# Вигторі Косола
Вигторі Косола (фін. Vihtori Kosola; 10 липня 1884 — 14 грудня 1936, Лапуа, Фінляндія) — фінський політичний діяч, засновник і керівник Руху Лапуа, потім голова Патріотичного народного руху.

## Життєпис
Засновник і керівник Руху Лапуа, голова Патріотичного народного руху.
Вигторі Косола народився 28 липня 1884 в невеликому містечку Юлігярмя. 
Батько — Ійсаккі Косола. Мати — Марія Філппула.  
Незабаром після народження Вигторі родинний будинок в Юлягярмя згорів, і сім'я перебралася в Лапуа. Дитинство і юність Косоли пройшли в середовищі фермерів.  
Батько Вигторі помер, коли йому було 15 років, і звідтоді господарство було повністю на його плечах. 

### У роки Першої світової і громадянської воєн
З осені 1915 будинок сім'ї Косола в Лапуа, який був трактиром, використовувався в якості таємного пункту з переправлення учасників єгерського руху в Німеччину. 
Через будинок Косоли пройшло тоді близько 250 єгерів, у їх числі був і молодший брат Вигторі Косоли — Віллі Косола. 
Коли про це стало відомо царським жандармам, Вигторі Косола був заарештований і відправлений в Гельсінкі. Пізніше його переправили до Петрограду, у в'язницю на Шпалерній. Його дружину Елін ув'язнили у Вааса, проте незабаром відпустили додому на поруки родичів і під підписку про невиїзд. 
Вигторі Косола перебував у в'язниці з лютого 1916 до лютневої революції 1917. Після звільнення повернувся в Лапуа до свого господарства. Пізніше опанував усі особливості ведення сільського господарства, доповнивши навички в сільськогосподарському училищі Орісберга.
Коли в січні 1918 у Фінляндії почалася громадянська війна, Косола брав у ній активну участь із самого початку, командуючи взводом в провінції Тавастія. Також брав участь у заняттях і діяльності «пожежної команди» Лапуа, яка стала попередницею Шуцкора. 

### Після Громадянської війни
Після завершення громадянської війни Косола повернувся до сільського господарства. Однак політична ситуація, що склалася в країні в 1920-ті, турбувала його. Представники радикальних лівих сил організовували політичні страйки в портах, метою яких було викликати застій у зовнішній торгівлі країни і тим самим підірвати її економіку. Для зменшення шкоди від цих страйків була заснована організація «Експортний світ», і Косола очолив окружну організацію Південної Остроботнії. У своїй рідній місцевості він вербував робітників на страйкуючі підприємства, що дозволило не порушити основні економічні функції держави. За необхідності, він сам вирушав на ті об'єкти, де була потрібна робоча сила. 

### Рух Лапуа
У листопаді 1929 в Лапуа силами головним чином учнів загальної школи було перервано збори комуністів. Деякі місцеві жителі стали обговорювати можливості подальших дій. Косола дотримувався думки, що цим треба обмежитися, оскільки можливий суспільний резонанс може принести школярам одні лише неприємності. Цю ж позицію зайняв і губернатор Вааса Бруно Сарлін, який заявив, що комуністи вже отримали попередження. Протилежну позицію займала магістр Гілья Рійпінен, яка вважала, що початок великої справи вже покладений і зупинятися на цьому не варто. Селянин Густав Тіїт зайняв проміжну позицію і запропонував провести в Лапуа загальні збори громадян. Так і вирішено було зробити. На першому зібранні в Лапуа Косола виступив з доповіддю про поточну ситуацію. Була обрана делегація, яка повинна була зустрітися в Гельсінкі з президентом, урядом і парламентськими групами. До складу цієї делегації, як і наступних делегацій, входили Вигторі Косола і Гілья Рійпінен як представники Лапуа. Вони також брали участь у всіх значних зборах, що проводилися у Лапуа. 
Спочатку Косола, поряд з Густавом Тіїтом і Арттурі Лейноненом, входив до групи найбільш поміркованих учасників руху. Однак з плином часу він, ймовірно, під впливом Рійпінен, став все більше схилятися в бік радикальної лінії. В організації з'явилися оперативно-штурмові підрозділи, які здійснювали затримання і нейтралізацію політичних супротивників. Після розгрому друкарні газети «Робочий голос» прихильники поміркованого крила почали поступово відходити від руху. З іншого боку, посилився вплив таких діячів, як Арттурі Вуоримаа, Кости-Пааво Ееролайнен, Арві Калста — правих прихильників прямої дії. 
7 липня 1930 був організований «Селянський марш». Вище політичне керівництво країни змушене було враховувати вимоги руху, який отримало широку підтримку в суспільстві: уряд пішов у відставку, а новий кабінет, що прийшов на зміну, значно більше влаштовував народний рух. 
Радикальне крило Руху Лапуа всерйоз хотіло бачити Косолу майбутнім главою держави. Настоятель церкви К. Р. Карес проголосив його богообраним вождем народу Фінляндії. З'явилися навіть чутки про можливу диктатуру, приводом для якої стало те, що в колах лапуасців Косолу все частіше порівнювали з Беніто Муссоліні, який свого часу теж промарширував на чолі однодумців в столицю. 
Лапуасці могли б мати своїх представників в уряді, але вони відмовилися стати його заручниками. Однак новий уряд незабаром також опинився під впливом лапуасців. Парламент узяв до обговорення закони про комуністів, про що вимагав рух. З метою їх якнайшвидшого ухвалення парламент був розпущений, а нові вибори призначені на осінь 1930. Незабаром парламент ухвалив закони, що забороняли діяльність комуністів.  
У новому парламенті прихильників руху було зовсім небагато. 
У своєму новорічному виступі 1931 президент  Лаурі Крістіан Реландер закликав звернути увагу на заворушення, викликані рухом. Останньою перемогою руху стало обрання президентом  Пера Евінда Свінгувуда. Хоча на ділі новий президент виявився не настільки пролапуаським, наскільки розраховував рух. 
Після заколот в Мянтсяля на початку 1932 Рух Лапуа був заборонений. Після провалу заколоту, відповідно до вимоги Свінгувуда, Косола разом з іншими лідерами руху був заарештований і відправлений до в'язниці в Турку. 

### Патріотичний народний рух
Після заборони Руху Лапуа почалося обговорення питання про можливість його продовження в нових формах. Зрештою, це призвело до утворення партії Патріотичний народний рух ("IKL"), яка заявила про свій намір продовжувати політику Руху Лапуа парламентськими методами. 
Лідером нового руху формально став Вигторі Косола. Втім, на ділі керівниками "IKL" були Вілго Аннала і Бруно Салміала, які ставилися до Косоли з недовірою. Та й характер нового руху в корені відрізнявся від Руху Лапуа. Замість селянського руху, який орієнтувався на позапарламентські методи і об'єднався заради досягнення однієї мети, йшлося про партію з академічним прошарком, яка заявляла про парламентську боротьбу і мала програму. Очолюваний Косолою Рух Лапуа діяв від імені селянства і підприємців, тоді як нова партія намагалася знайти прихильників серед колишніх противників. 
У 1936 Вільго Аннала і Бруно Сальміала вирішили взяти в свої руки формальне керівництво партією. На засіданні дорадчої комісії було вирішено обрати головою Вільго Анналу. Це завдало вирішального удару по політичній кар'єрі Косоли. Опинившись відстороненим від поста голови "IKL" він повернувся додому зі словами: «Термін дії квитка закінчився». Два місяці по тому Косола помер від запалення легенів.  

## Політика Косоли-молодшого
Син Вигторі Косоли — Нійло Косола — входив при батькові до Руху Лапуа та Патріотичного народного руху, в 1951 — 1970 був відомим консервативним політиком, депутатом Едускунти від партії Національна коаліція, міністром сільського господарства в 1958 — 1959.